# Mothership
A Mothership a Led Zeppelin dupla válogatásalbuma, amely 2007. november 12-én jelent meg. Ugyanazon a napon az együttes összes felvétele bekerült az online zeneáruházak kínálatába. A borítót Shepard Fairey tervezte.
Robert Plant, Jimmy Page és John Paul Jones az együttes mind a nyolc stúdióalbumáról válogatott dalokat az albumhoz. Az eredeti két CD-s kiadás mellett kapható egy bővített változat, mely egy DVD-t is tartalmaz a 2003-as Led Zeppelin DVD részleteivel. Egy négy részből álló bakelitlemezes kiadás is a boltokba került.

## Az album dalai
| Első lemez | Első lemez                 | Első lemez       | Első lemez | Első lemez | Első lemez | Első lemez | Első lemez | Első lemez | Első lemez |
|            | Cím                        | Album            | Hossz      |            |            |            |            |            |            |
| ---------- | -------------------------- | ---------------- | ---------- | ---------- | ---------- | ---------- | ---------- | ---------- | ---------- |
| 1.         | Good Times Bad Times       | Led Zeppelin     | 2:48       |            |            |            |            |            |            |
| 2.         | Communication Breakdown    | Led Zeppelin     | 2:29       |            |            |            |            |            |            |
| 3.         | Dazed and Confused         | Led Zeppelin     | 6:28       |            |            |            |            |            |            |
| 4.         | Babe I'm Gonna Leave You   | Led Zeppelin     | 6:42       |            |            |            |            |            |            |
| 5.         | Whole Lotta Love           | Led Zeppelin II  | 5:33       |            |            |            |            |            |            |
| 6.         | Ramble On                  | Led Zeppelin II  | 4:28       |            |            |            |            |            |            |
| 7.         | Heartbreaker               | Led Zeppelin II  | 4:16       |            |            |            |            |            |            |
| 8.         | Immigrant Song             | Led Zeppelin III | 2:27       |            |            |            |            |            |            |
| 9.         | Since I've Been Loving You | Led Zeppelin III | 7:24       |            |            |            |            |            |            |
| 10.        | Rock and Roll              | Led Zeppelin IV  | 3:41       |            |            |            |            |            |            |
| 11.        | Black Dog                  | Led Zeppelin IV  | 4:55       |            |            |            |            |            |            |
| 12.        | When the Levee Breaks      | Led Zeppelin IV  | 7:10       |            |            |            |            |            |            |
| 13.        | Stairway to Heaven         | Led Zeppelin IV  | 8:02       |            |            |            |            |            |            |
| 66:28      |                            |                  |            |            |            |            |            |            |            |

| Második lemez | Második lemez               | Második lemez           | Második lemez | Második lemez | Második lemez | Második lemez | Második lemez | Második lemez | Második lemez |
|               | Cím                         | Album                   | Hossz         |               |               |               |               |               |               |
| ------------- | --------------------------- | ----------------------- | ------------- | ------------- | ------------- | ------------- | ------------- | ------------- | ------------- |
| 1.            | The Song Remains the Same   | Houses of the Holy      | 5:32          |               |               |               |               |               |               |
| 2.            | Over the Hills and Far Away | Houses of the Holy      | 4:49          |               |               |               |               |               |               |
| 3.            | D'yer Mak'er                | Houses of the Holy      | 4:24          |               |               |               |               |               |               |
| 4.            | No Quarter                  | Houses of the Holy      | 7:00          |               |               |               |               |               |               |
| 5.            | Trampled Under Foot         | Physical Graffiti       | 5:36          |               |               |               |               |               |               |
| 6.            | Houses of the Holy          | Physical Graffiti       | 4:04          |               |               |               |               |               |               |
| 7.            | Kashmir                     | Physical Graffiti       | 8:35          |               |               |               |               |               |               |
| 8.            | Nobody’s Fault But Mine     | Presence                | 6:30          |               |               |               |               |               |               |
| 9.            | Achilles Last Stand         | Presence                | 10:23         |               |               |               |               |               |               |
| 10.           | In the Evening              | In Through the Out Door | 6:51          |               |               |               |               |               |               |
| 11.           | All My Love                 | In Through the Out Door | 5:54          |               |               |               |               |               |               |
| 69:50         |                             |                         |               |               |               |               |               |               |               |

Harmadik lemez
Részletek a Led Zeppelin DVD-ről.
1. We're Gonna Groove
2. I Can't Quit You Baby
3. Dazed and Confused
4. White Summer
5. What is and What Should Never Be
6. How Many More Times
7. Moby Dick
8. Whole Lotta Love
9. Communication Breakdown
10. Bring It on Home
11. Immigrant Song
12. Black Dog
13. Misty Mountain Hop
14. Going to California
15. In My Time of Dying
16. Stairway to Heaven
17. Rock and Roll
18. Nobody’s Fault But Mine
19. Kashmir
20. Whole Lotta Love

## Visszatérés
Az albumot a Led Zeppelin eredetileg 2007 novemberében esedékes visszatérő koncertjének reklámozására szánták. Ám Jimmy Page ujjtörése miatt a koncertet csak december 10-én tartották meg.
Az album a brit listákon az első héten 58 000 eladott példánnyal a 4. helyet érte el. Az USA-ban a Billboard 200-as listáján a 7. helyet érte el 136 000 eladott példánnyal. Az albumból több mint 2,1 millió példányt adtak el az Egyesült Államokban, amiért az RIAA által 2× platinalemez minősítést kapott. Világszerte 4,5 millió példányban kelt el.